# Reichsgau Wartheland

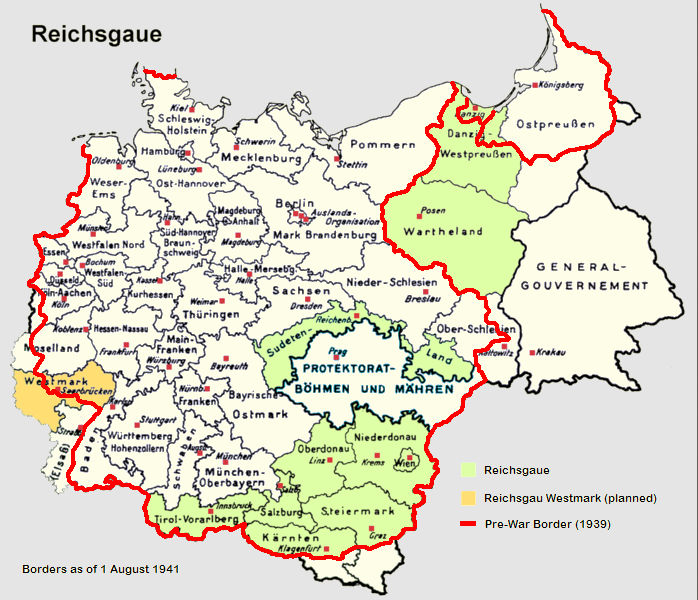
Mappa della Grande Germania nel 1941: il Reichsgau Wartheland è quello più grande tra i territori segnati in verde chiaro

Reichsgau Wartheland (inizialmente Reichsgau Posen) fu il nome dato dai nazisti alla più grande delle suddivisioni dei territori della Grande Polonia, che fu direttamente incorporata nel Terzo Reich tedesco dopo la sconfitta dell'Armata Polacca del 1939.

## Storia
Le parti principali del Reichsgau Wartheland erano state occupate dalla Prussia dal 1793 al 1807. Nel periodo 1815-1849 fu formata una regione autonoma polacca collegata alla Prussia, che fu in seguito abolita nel 1849; i polacchi ottennero tuttavia di riunirsi alla madrepatria indipendente nel 1918-1919. Il nome "Wartheland" si riferisce al fiume Warta (in tedesco Warthe).
Il territorio occupava un'area di 43.905 km² e, nel 1941, aveva una popolazione di 4.693.700 abitanti. Il territorio era abitato da polacchi e da una minoranza tedesca (16,7% della popolazione totale nel 1921). Nella Seconda guerra mondiale, molti polacchi furono espulsi dai territori (più di 70.000 persone solo da Poznań) in azioni chiamate Kleine Planung, parte del Generalplan Ost.

### Invasione
Una serie di attacchi programmati sul confine polacco-tedesco fornirono un pretesto per l'invasione del territorio polacco.
Dopo l'invasione della Polonia, il territorio conquistato fu spartito in quattro diversi Reichsgaue e nel Governatorato Generale finì la zona più a est. Il Militärbezirk Posen fu creato nel settembre 1939 e il Reichsgau Posen fu annesso alla Germania l'8 ottobre 1939. Il nome Reichsgau Wartheland fu introdotto il 29 gennaio 1940.

### Occupazione
Nel Wartheland, i nazisti ebbero successo nella completa germanizzazione, cioè la completa assimilazione politica, culturale, sociale ed economica al Terzo Reich. La nuova burocrazia locale diede nuovi nomi alle strade e alle città e si impadronì di decine di imprese polacche, dalle grandi industrie ai piccoli negozi, senza corrispondere pagamenti ai proprietari.
La germanizzazione delle terre annesse incluse anche l'ambizioso progetto di far insediare popolazioni tedesche sul Mar Baltico e in altre regioni occupate da polacchi ed ebrei. Alla fine del 1940, le SS avevano espulso 325.000 polacchi ed ebrei dal Wartheland e dal Corridoio di Danzica e li avevano trasportati al Governatorato Generale, confiscando i loro averi. Molti anziani e bambini morirono durante il percorso. Nel 1941 i nazisti espulsero altre 45.000 persone.

### Fine della guerra
All'inizio del 1945, le forze sovietiche provocarono la ritirata tedesca dalle terre polacche. Molti cittadini tedeschi si ritirarono dai territori occupati, in parte per le rigide temperature invernali, in parte richiamati dal governo. Molti tedeschi catturati furono mandati ai Gulag del Kazakistan.
I cittadini tedeschi che rimasero nelle loro proprietà furono perseguitati. Alcuni furono espulsi dal governo comunista, da poco stabilito in Polonia dall'Armata Rossa. Le proprietà pubbliche e private dei tedeschi furono confiscate e usate per accogliere i rifugiati polacchi provenienti dalle regioni orientali che in quel periodo venivano annesse dall'Unione Sovietica.